# Vikinška doba
Vikinška doba (793–1066 n. št.) je bilo obdobje v srednjem veku, ko so se Norvežani, znani kot Vikingi, lotili obsežnih plenitev, koloniziranja, osvajanja in trgovanja po vsej Evropi in dosegli Severno Ameriko. Sledila je obdobju selitve in germanski železni dobi. Vikinška doba se ne nanaša le na njihovo domovino Skandinavijo, temveč tudi na vse kraje, kjer so se v tem obdobju znatno naselili Skandinavci. Skandinavci iz vikinške dobe se pogosto imenujejo Vikingi in Normani, čeprav jih je le malo bilo Vikingov v smislu, da so se ukvarjali s piratstvom.
Na potovanju po morju iz svojih domovin na Danskem, Norveškem in Švedskem so se naselili na Britanskem otočju, Irskem, Ferskih otokih, Islandiji, Grenlandiji, Normandiji in baltski obali ter vzdolž trgovskih poti ob Dnepru in Volgi v vzhodni Evropi, kjer so bili znani tudi kot Varjagi. Za kratek čas so se naselili tudi na Novi Fundlandiji in tako postali prvi Evropejci, ki so dosegli Severno Ameriko. Norse-galci, Normani, Rusi, Ferci in Islandci so izšli iz teh nordijskih kolonij. Vikingi so v Evropi ustanovili več kraljestev in grofij: Kraljestvo Otokov (Suðreyjar), grofovstvo Orkney (Norðreyjar), Kraljevina Jórvik (Jórvík) in Danelaw (Danalǫg), Kraljevina Dublin (Dyflin), vojvodina Normandija in Kijevska Rusija (Garðaríki). Tudi nordijske domovine so bile v vikinški dobi združene v večja kraljestva, kratkotrajni Severnomorski imperij pa je vključeval velike dele Skandinavije in Britanije. Leta 1021 je Vikingom uspelo doseči Severno Ameriko, datum pa je bil določen šele tisočletje pozneje.
Več stvari je spodbudilo to širitev. Vikinge je pritegnila rast bogatih čezmorskih mest in samostanov ter šibka kraljestva. Morda so jih k odhodu iz domovine prisilili tudi prenaseljenost, pomanjkanje dobre kmetijske zemlje in politični spori, ki so izhajali iz združitve Norveške. Agresivno širjenje Karolinškega cesarstva in prisilna spreobrnitev sosednjih Saksoncev v krščanstvo sta lahko bila tudi dejavnik. Jadralske inovacije so Vikingom omogočile, da so pluli dlje in dlje.
Podatki o vikinški dobi so večinoma črpani iz primarnih virov, ki so jih napisali tisti, na katere so Vikingi naleteli, pa tudi iz arheologije, dopolnjene s sekundarnimi viri, kot so islandske sage.

## Zgodovinski kontekst
V Angliji se vikinški napad 8. junija 793 n. št., ki je uničil opatijo na otoku Lindisfarne, središče učenja na otoku ob severovzhodni obali Anglije v Northumberlandu, šteje za začetek vikinške dobe. Judith Jesch je trdila, da se lahko začetek vikinške dobe prestavi na leto 700–750. Najzgodnejši napadi so bili najverjetneje majhnega obsega, vendar so se razširili v obsegu v 9. stoletju.
V napadu na Lindisfarne so bili menihi ubiti v opatiji, vrženi v morje, da bi se utopili, ali odpeljani kot sužnji skupaj s cerkvenimi zakladi, kar je povzročilo tradicionalno (vendar nepotrjeno) molitev - A furore Normannorum libera nos, Domine (Osvobodi nas besa Severnjakov, Gospod). Tri vikinške ladje so štiri leta prej pristale v zalivu Weymouth (čeprav zaradi pisarske napake Anglosaška kronika datira ta dogodek v leto 787 in ne v leto 789), toda vdor je bil morda trgovska ekspedicija, ki je šla narobe in ne piratski napad. Lindisfarne je bil drugačen. O vikinškem opustošenju Northumbrijskega svetega otoka je poročal Northumbrijski učenjak Alkuin iz Yorka, ki je zapisal: »Še nikoli prej se v Britaniji ni pojavil takšen teror«. Vikinge so njihovi sovražniki prikazovali kot povsem nasilne in krvoločne. V srednjeveških angleških kronikah so opisani kot »volkovi med ovcami«.
Prvi izzivi številnim antivikinškim podobam v Britaniji so se pojavili v 17. stoletju. Pionirska znanstvena dela o vikinški dobi so dosegla malo bralcev. Jezikoslovje je izsledilo izvor podeželskih idiomov in pregovorov v vikinški dobi. Novi slovarji staronordijskega jezika so več viktorijancem omogočili branje islandskih sag.
V Skandinaviji so danska učenjaka iz 17. stoletja Thomas Bartholin in Ole Worm ter švedski učenjak Olaus Rudbeck prvi uporabili runske napise in islandske sage kot primarne zgodovinske vire. Med razsvetljenstvom in nordijsko renesanso so zgodovinarji, kot so islandsko-norveški Thormodus Torfæus, dansko-norveški Ludvig Holberg in Šved Olof von Dalin, razvili bolj racionalen in pragmatičen pristop k zgodovinskemu učenju.
Do druge polovice 18. stoletja, medtem ko so bile islandske sage še vedno uporabljene kot pomembni zgodovinski viri, se je vikinška doba spet začela obravnavati kot barbarsko in necivilizirano obdobje v zgodovini nordijskih držav.
Učenjaki izven Skandinavije niso začeli obsežno ponovno ocenjevati dosežkov Vikingov vse do leta 1890, pri čemer so priznavali njihovo umetnost, tehnološke spretnosti in pomorsko spretnost.

## Zgodovinsko ozadje
Vikingi, ki so vdrli v zahodno in vzhodno Evropo, so bili večinoma pogani z istega območja kot današnja Danska, Norveška in Švedska. Naselili so se tudi na Ferskih otokih, Irskem, Islandiji, obrobju Škotske (Caithness, Hebridi in Severni otoki), Grenlandiji in Kanadi.
Njihov severnogermanski jezik, stara norveščina, je postal predhodnik današnjih skandinavskih jezikov. Zdi se, da je bila do leta 801 v Jutlandiji vzpostavljena močna centralna oblast in Danci so začeli iskati zemljo, trgovino in plenjenje onkraj lastnega ozemlja.
Na Norveškem so gorski teren in fjordi oblikovali močne naravne meje. Skupnosti so ostale neodvisne ena od druge, za razliko od razmer na nižinskem Danskem. Do leta 800 je na Norveškem obstajalo približno 30 majhnih kraljestev.
Morje je bilo najlažji način komunikacije med norveškimi kraljestvi in zunanjim svetom. V 8. stoletju so Skandinavci začeli graditi vojne ladje in jih pošiljati na plenilske pohode, s katerimi se je začela vikinška doba. Potepuhi v Severnem morju so bili trgovci, kolonizatorji, raziskovalci in roparji, ki so bili v Angliji, na Škotskem, Irskem, v Walesu in drugih delih Evrope razvpiti zaradi svoje brutalnosti.

## Verjetni vzroki nordijske širitve
Za vzroke vikinških vpadov obstaja veliko teorij; volja do raziskovanja je verjetno igrala pomembno vlogo. Takrat so bili Anglija, Wales in Irska ranljivi za napad, saj so bili razdeljeni na veliko različnih vojskujočih se kraljestev v stanju notranjega nereda, medtem ko so bili Franki dobro obranjeni. Prenaseljenost, zlasti v bližini Skandinavskega gorovja, je bila možen razlog, čeprav se nekateri s to teorijo ne strinjajo. Verjetno je vplival tudi tehnološki napredek, kot sta uporaba železa in pomanjkanje žensk zaradi selektivnega detomora žensk. Napetosti, ki so jih povzročile frankovske ekspanzije na jugu Skandinavije in njihovi poznejši napadi na vikinška ljudstva, so morda prav tako igrale vlogo pri vikinškem plenjenju. Harald I. Norveški ("Harald Lepolasi") je približno v tem času združil Norveško in razselil številna ljudstva. Posledično so ti ljudje iskali nova oporišča za začetek protinapadov proti Haraldu.
Med učenjaki poteka razprava o tem, zakaj so se Skandinavci začeli širiti od 8. do 11. stoletja. Izpostavljeni so bili različni dejavniki: demografski, ekonomski, ideološki, politični, tehnološki in okoljski.
Demografski model
Ta model nakazuje, da je Skandinavija doživela populacijski razcvet tik pred začetkom vikinške dobe. Kmetijske zmogljivosti dežele niso zadostovale, da bi sledile naraščajočemu prebivalstvu. Posledično se je veliko Skandinavcev znašlo brez premoženja in statusa. Da bi to popravili, so se ti ljudje brez zemlje lotili piratstva, da bi pridobili materialno bogastvo. Prebivalstvo je še naprej raslo in pirati so iskali vedno dlje onkraj meja Baltika in sčasoma v vso Evropo. Zgodovinar Anders Winroth je izpodbijal tezo o »prenaseljenosti« in trdil, da učenjaki »preprosto ponavljajo starodavni kliše, ki nima nobene podlage v dejstvih«.
Ekonomski model
Ekonomski model navaja, da je bila vikinška doba rezultat naraščajočega urbanizma in trgovine po celinski Evropi. Z rastjo islamskega sveta so se širile tudi njegove trgovske poti in bogastvo, ki se je gibalo po njih, se je potiskalo vse dlje proti severu. V zahodni Evropi so proto-urbana središča, kot so mesta v anglosaški Angliji, začela cveteti v obdobju uspešne rasti, znanem kot »dolgo 8. stoletje«. Skandinavce so tako kot mnoge druge Evropejce pritegnila ta bogatejša »urbana« središča, ki so kmalu postala pogosta tarča vikinških napadov. Povezava Skandinavcev z večjimi in bogatejšimi trgovskimi mrežami je Vikinge zvabila v zahodno Evropo, kmalu pa tudi v preostalo Evropo in dele Bližnjega vzhoda. V Angliji zakladi vikinškega srebra, kot sta najdba iz Cuerdalea in najdba iz Harrogatea, ponujajo dober vpogled v ta pojav. Kritiki tega modela trdijo, da so bili najzgodnejši zabeleženi vikinški napadi na zahodno Norveško in severno Britanijo, ki nista bili močno gospodarsko povezani območji. Alternativne različice ekonomskega modela kažejo na ekonomske spodbude, ki izvirajo iz mladostniških izboklin, saj so bili mladi moški prisiljeni v pomorsko dejavnost zaradi omejenih ekonomskih alternativ.
Ideološki model
Ta doba je sovpadala s srednjeveškim toplim obdobjem (800–1300) in se končala z začetkom male ledene dobe (približno 1250–1850). Začetek vikinške dobe s plenjenjem Lindisfarna je sovpadal tudi s saškimi vojnami Karla Velikega oziroma krščanskimi vojnami s pogani na Saškem. Bruno Dumézil teoretizira, da so bili vikinški napadi morda odgovor na širjenje krščanstva med poganskimi ljudstvi. Zaradi prodora krščanstva v Skandinavijo je Norveško skoraj stoletje razdelil resen konflikt.
Politični model
Prva od dveh glavnih komponent političnega modela je zunanji dejavnik privlačnosti, ki nakazuje, da so šibka politična telesa Britanije in Zahodne Evrope naredila privlačno tarčo za vikinške roparje. Razlogi za te slabosti so različni, vendar jih je na splošno mogoče poenostaviti v decentralizirane politike ali verske kraje. Posledično je bilo vikinškim napadalcem enostavno pleniti in se nato umakniti s teh območij, ki so bila tako pogosto napadena. Drugi primer je notranji "pritisni" dejavnik, ki sovpada z obdobjem tik pred vikinško dobo, v katerem je Skandinavija prestajala množično centralizacijo moči v sodobnih državah, kot so Danska, Švedska in zlasti Norveška. Ta centralizacija oblasti je prisilila na stotine poglavarjev iz njihovih dežel, ki so jih počasi požrli kralji in rodbine, ki so se začele pojavljati. Posledično so mnogi od teh poglavarjev poiskali zatočišče drugje in začeli napadati obale Britanskega otočja in zahodne Evrope. Anders Winroth trdi, da so namenske odločitve vojskovodj »pognale gibanje ljudi iz Skandinavije v vikinški dobi«.
Tehnološki model
Ta model nakazuje, da se je vikinška doba pojavila kot posledica tehnoloških inovacij, ki so Vikingom sploh omogočile plenjenje. Nobenega dvoma ni, da je piratstvo v Baltiku obstajalo že pred vikinško dobo, vendar je razvoj jadralske tehnologije in prakse omogočil prvim vikinškim roparjem, da napadejo dežele, ki so bolj oddaljene. Med temi razvoji so uporaba večjih jader, praksa tackinga in 24-urno jadranje. Anders Winroth piše: »Če zgodnjesrednjeveški Skandinavci ne bi postali izvrstni ladjarji, ne bi bilo Vikingov in ne vikinške dobe«.
Ti modeli predstavljajo veliko tega, kar je znano o motivacijah in vzrokih za vikinško dobo. Po vsej verjetnosti je bil začetek te dobe posledica neke kombinacije prej omenjenih modelov.
Vikinško kolonizacijo otokov v severnem Atlantiku so deloma pripisali obdobju ugodnega podnebja (srednjeveški klimatski optimum), saj je bilo vreme razmeroma stabilno in predvidljivo, z mirnim morjem. Morski led je bil redek, letine so bile običajno močne, pogoji za ribolov pa dobri.

## Zgodovinski pregled
Najzgodnejši datum, naveden za napad Vikingov, je leto 789, ko je po Anglosaški kroniki skupina Dancev odplula do otoka Portland v Dorsetu (napačno je bilo zapisano kot leto 787). Kraljevi uradnik jih je zamenjal za trgovce. Ko so jih prosili, naj pridejo v kraljevo graščino in plačajo davek na svoje blago, so uradnika umorili. Začetek vikinške dobe na Britanskem otočju se pogosto postavlja na leto 793. V Anglosaški kroniki je bilo zapisano, da so Severnjaki vdrli v pomemben otoški samostan Lindisfarne (splošno sprejeti datum je pravzaprav 8. junij, ne januar):
793 n. št.. To leto so nad deželo Northumbrijcev prišla strašna predsvarila, ki so najbolj grozljivo prestrašila ljudi: to so bili ogromni kosi svetlobe, ki so hiteli po zraku, viharji in ognjeni zmaji, ki so leteli po nebu. Tem ogromnim znamenjem je kmalu sledila velika lakota: in nedolgo zatem, šesti dan pred januarskimi idami istega leta, so mučni vpadi poganov povzročili žalostno pustošenje v božji cerkvi na Svetem otoku (Lindisfarne), s posilstvom in zakolom.— Anglo Saxon Chronicle.
Leta 794 n. št. je po Annals of Ulster prišlo do resnega napada na Lindisfarnovo matično hišo Iona, čemur so leta 795 sledili napadi na severno obalo Irske. Normani so iz tamkajšnjih baz leta 802 ponovno napadli Iono in povzročili velik pokol med brati Céli Dé ter opatijo požgali do tal.
Vikingi so bili do leta 830 primarno usmerjeni na Irsko, ko sta se Anglija in Karolinško cesarstvo uspela ubraniti Vikingom. Vendar pa so po letu 830 Vikingi dosegli velik uspeh proti Angliji, Karolinškemu cesarstvu in drugim delom zahodne Evrope. Po letu 830 so Vikingi izkoristili neenotnost znotraj Karolinškega cesarstva, pa tudi spravili angleška kraljestva eno proti drugemu.
Frankovsko kraljestvo pod Karlom Velikim so še posebej uničili ti plenilci, ki so lahko skoraj nekaznovano pluli po Seni. Proti koncu vladavine Karla Velikega (in med vladavino njegovih sinov in vnukov) se je začel niz normanskih napadov, ki so dosegli vrhunec leta 911 s postopnim skandinavskim osvajanjem in poselitvijo regije, ki je danes znana kot Normandija. Francoski kralj Karel III.  Preprosti je podelil Vojvodino Normandijo vikinškemu vojskovodji Rollu (poglavarju spornega norveškega ali danskega porekla), da bi odvrnil napade drugih Vikingov. Karel je Rollu podelil naziv vojvode. V zameno je Rollo prisegel zvestobo Karlu, se spreobrnil v krščanstvo in se zavezal, da bo branil severno francosko regijo pred vpadi drugih vikinških skupin. Nekaj generacij kasneje se normanski potomci teh vikinških naseljencev niso samo identificirali kot Normani, ampak so nosili tudi normanski jezik (bodisi francosko narečje ali romanski jezik, ki ga lahko uvrstimo med jezike Oïl skupaj s francoščino, pikardsko in valonsko) in njihovo normansko kulturo v Anglijo leta 1066. Z normanskim osvajanjem so postali vladajoča aristokracija anglosaške Anglije.
Dolge ladje, zgrajene po metodi prekrivanja desk, ki so jih uporabljali Skandinavci, so bile edinstveno primerne za globoke in plitve vode. Razširile so doseg nordijskih roparjev, trgovcev in naseljencev vzdolž obal in vzdolž večjih rečnih dolin severozahodne Evrope. Rurik se je razširil tudi na vzhod in leta 859 je postal vladar z osvojitvijo ali povabilom lokalnih prebivalcev mesta Novgorod (kar pomeni "novo mesto") na reki Volhov. Njegovi nasledniki so šli še dlje in ustanovili zgodnjo vzhodnoslovansko državo Kijevsko Rusijo s prestolnico v Kijevu. To je trajalo do leta 1240, ko so Mongoli vdrli v Kijevsko Rusijo.
Drugi nordijski ljudje so nadaljevali proti jugu do Črnega morja in nato do Konstantinopla. Vzhodne povezave teh Varjagov so v vikinški Jórvik prinesle bizantinsko svilo, školjko kavel iz Rdečega morja in celo kovance iz Samarkanda.
Leta 884 je vojsko danskih Vikingov v bitki pri Norditiju (imenovani tudi bitka pri zalivu Hilgenried) na germanski obali Severnega morja porazila frizijska vojska pod nadškofom Rimbertom iz Bremna-Hamburga, kar je pospešilo popoln in trajen umik Vikingov iz vzhodne Frizije. V 10. in 11. stoletju so Sasi in Slovani začeli uspešno uporabljati izurjeno mobilno konjenico proti vikinškim pešcem, kar je vikinškim osvajalcem otežilo boj v notranjosti.
V Skandinaviji velja, da se je vikinška doba končala z vzpostavitvijo kraljeve oblasti v skandinavskih državah in uveljavitvijo krščanstva kot prevladujoče vere. Datum je običajno postavljen nekje v zgodnje 11. stoletje v vseh treh skandinavskih državah. Konec vikinške dobe na Norveškem zaznamuje bitka pri Stiklestadu leta 1030. Čeprav je vojska Olafra Haraldssona (kasneje znanega kot Olaf Sveti) izgubila bitko, se je krščanstvo razširilo, deloma na podlagi govoric o čudežnih znamenjih po njegovi smrti. Norvežanov ne bi več imenovali Vikingi. Na Švedskem velja vladavina kralja Olofa Skötkonunga (okoli 995–1020) za prehod iz vikinške dobe v srednji vek, ker je bil prvi krščanski kralj Švedov in ga povezujejo z naraščajočim vplivom cerkve na današnjem jugozahodnem in osrednjem delu Švedske. Nordijska verovanja so se ohranila do 12. stoletja. Kot zadnji kralj v Skandinaviji, ki je sprejel krščanstvo, je Olof pomenil dokončen konec vikinške dobe.
Strokovnjaki so predlagali različne končne datume za vikinško dobo, vendar večina trdi, da se je končala v 11. stoletju. Včasih se uporablja leto 1000, saj je bilo to leto, ko se je Islandija spreobrnila h krščanstvu, kar je zaznamovalo spreobrnitev celotne Skandinavije h krščanstvu. Smrt Harthacnuta, danskega kralja Anglije, leta 1042 je bila prav tako uporabljena kot končni datum. Konec vikinške dobe v Angliji tradicionalno zaznamuje neuspešna invazija norveškega kralja Haralda III. (Haraldr Harðráði), ki ga je leta 1066 v bitki pri Stamford Bridgeu porazil saški kralj Harold Godwinson; na Irskem, zavzetje Dublina s strani Strongbowa in njegovih hibernsko-normanskih sil leta 1171; in 1263 na Škotskem s porazom kralja Hákona Hákonarsona v bitki pri Largsu s strani čet, zvestih Aleksandru III. Godwinsona je nato v enem mesecu premagal še en vikinški potomec, Viljem Osvajalec, vojvoda Normandije. Škotska je svojo sedanjo obliko dobila, ko je med 13. in 15. stoletjem ponovno pridobila ozemlje od Normanov; zahodni otoki in otok Man so ostali pod skandinavsko oblastjo do leta 1266. Orkneyjski otoki in Shetlandski otoki so pripadali norveškemu kralju še leta 1469. Posledično se lahko »dolga vikinška doba« razteza v 15. stoletje.